# Реньер, Питер (младший)
Питер Реньер (англ. Peter Rainier, Jr.; 1741, Сэндвич, или Сануидж (англ. Sandwich /ˈsæn(d)wɪdʒ/), в районе Дувр графства Кент, Англия, Великобритания — 7 апреля 1808, Вестминстер, Лондон, Великобритания) — британский моряк, офицер Королевского флота, впоследствии адмирал.

## Биография
Родился в Англии. Внук Даниила Ренье, из гугенотских беженцев, и сын Питера Реньера из Сэндвича и его супруги Сары Спратт (англ. Sarah Spratt). Поступил в Королевский флот в 1756 году в возрасте 15 лет. Служил на HMS Oxford и HMS Yarmouth в Вест-Индии.
С 1786 по 1790 год командовал 32-пушечным фрегатом HMS Astraea на Ямайской станции (заморское командование в составе Королевского флота, отвечавшее за соответствующий регион).
С 1790 года командовал HMS Monarch.
В начале 1793 года Реньер был капитаном 74-пушечного HMS Suffolk при повторном вводе его в строй.
С 1794 по 1805 год Реньер командовал Ост-Индской станцией, первоначально в качестве коммодора и главнокомандующего силами флота. 
За период его пребывания в должности под британский контроль перешли большие территории. Одно время Ост-Индская станция отвечала также за Дальний Восток вплоть до Японии. Трудность его командования заключалась в том, что он находился в самом конце длинной цепи коммуникации, в каждом звене которой происходили задержки. Депеша достигала Адмиралтейства в лучшем случае за три месяца. Собственные силы были всегда малы и, как правило, несопоставимы с огромной зоной ответственности. Запросы на присылку кораблей и людей, отправленные в ответ на возникающую угрозу, доходили поздно, и если удовлетворялись, то часто с опозданием. Для этого они должны были пройти мыс Доброй Надежды и Гибралтар, где имелись свои местные интересы. В результате корабли часто отвлекали местные командующие, а порой их отправляли выполнять задачи, надобность в которых уже отпала. Были и влиятельные местные лобби помимо флота, из них наиболее известная — Ост-Индская компания.
В 1805 году Питер Реньер вернулся в Англию и удалился от службы. После выхода в отставку он продолжал консультировать в министерстве и 9 ноября 1805 года, во время торжеств в честь британской победы при Трафальгаре, был произведен в адмиралы синей эскадры (в продвижении офицера Королевского флота вплоть до 1815 года важную роль играло традиционное разделение флота на три эскадры — синюю, белую и красную, причем при определении старшинства синяя считалась низшей, красная — высшей). В 1807 году он стал членом Парламента от родного города Сануиджа.
Он умер на следующий год в собственном доме на Грейт Джордж-стрит, Вестминстер.

## Память
8 мая 1792 года его друг, известный мореплаватель и исследователь Джордж Ванкувер назвал его именем гору Рейнир в современном штате Вашингтон.